# Fáscia cervical

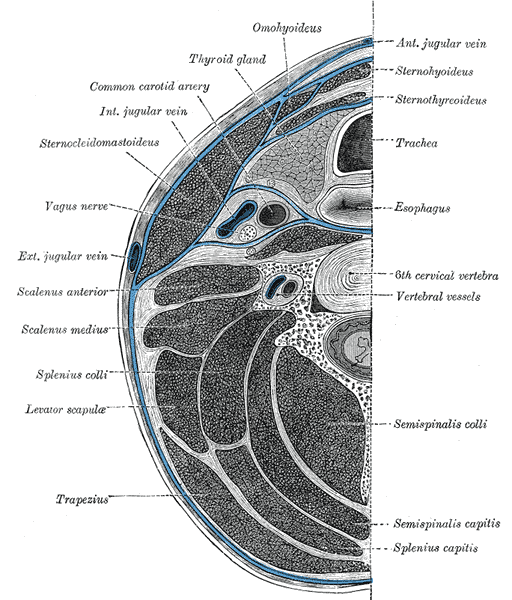

A fáscia cervical é um tecido fibroso composto por três lâminas: superficial, pré-traqueal e pré-vertebral. Forma planos de sustentação e separação de músculos, vísceras, vasos, nervos e linfonodomegalia
, limitando a disseminação de infecções e de fluido (sangue, pus). Facilita a deglutição e os movimentos do pescoço e da cabeça, pois reduz o atrito entre as estruturas. As três lâminas da fáscia cervical se unem para formar a bainha carótica.